# پیت شرورس
پیت شِرِوِرس (انگلیسی: Piet Schrijvers؛ زادهٔ ۱۵ دسامبر ۱۹۴۶) بازیکن فوتبال اهل پادشاهی هلند است.
از باشگاه‌هایی که در آن بازی کرده‌است می‌توان به باشگاه فوتبال توئنته، باشگاه فوتبال آژاکس آمستردام، و باشگاه فوتبال پک زووله اشاره کرد.
وی همچنین در تیم ملی فوتبال هلند بازی کرده‌است.